# Nattens Madrigal – Aatte Hymne Til Ulven i Manden
Nattens Madrigal – Aatte Hymne Til Ulven i Manden ist das dritte Album der norwegischen Band Ulver. Es erschien im Jahr 1997 bei Century Media und ist der letzte Teil einer Trilogie über die „finsteren Aspekte der norwegischen Folklore“.

## Entstehung und Veröffentlichung
Die Musik wurde von Garm und Haavard geschrieben und von der Band in der ersten Hälfte des Jahres 1995 arrangiert. Einem Gerücht zufolge soll Nattens Madrigal – Aatte Hymne Til Ulven i Manden in einem Wald und nicht in einem geschlossenen Raum aufgenommen worden sein, woraus die Tonqualität resultiere. Tatsächlich fanden die Aufnahmen in den Bondi Studios in Asker statt, Helge Sten mischte es in seinem Osloer Audio Virus Lab ab. Das Cover stammt erneut von Tanya „Nacht“ Stene.
Das Album wurde 1997 von Century Media auch mit Bergtatt – Et Eeventyr i 5 Capitler und Kveldssanger in dem limitierten Picture-Disc-Boxset The Trilogie – Three Journeyes Through the Norwegian Netherworlde wiederveröffentlicht, ab 2009 erschienen weitere limitierte LP-Auflagen. Nattens Madrigal war auch Teil von Trolsk Sortmetall 1993–1997, einem 2014 wiederum von Century Media aufgelegten Boxset.

## Titelliste
Garms Liedtexte wurde von AiwarikiaR angeblich in „archaisches Dänisch eingekleidet“, tatsächlich handelt es sich jedoch eher um ein archaisiertes, poetisierendes Norwegisch. Bei den Übersetzungen ins Englische wurde die Band von Jørn Henrik Sværen und Kai Frost unterstützt. Auf Century Medias Erstauflage und einigen späteren lizenzierten Pressungen anderer Labels waren die Stücke nur mit römischen Zahlen durchnummeriert, andere Auflagen von Century Media wiesen Titel aus.
1. Hymne I: Wolf and Fear – 6:16
2. Hymne II: Wolf and the Devil – 6:21
3. Hymne III: Wolf and Hatred – 4:48
4. Hymne IV: Wolf and Man – 5:21
5. Hymne V: Wolf and the Moon – 5:14
6. Hymne VI: Wolf and Passion – 5:48
7. Hymne VII: Wolf and Destiny – 5:32
8. Hymne VIII: Wolf and the Night – 4:38

## Musikstil und Texte
Nach dem Debütalbum Bergtatt – Et Eeventyr i 5 Capitler, auf dem Ulver Black-Metal- und Folk-Einflüsse vermischte, und dem rein akustischen Neofolk-Album Kveldssanger wechselte die Band mit Nattens Madrigal zu einem sehr rohen, durchgehend schnellen und beinahe monotonen Stil, der an den von Darkthrone erinnert.
Akron schreibt in seiner Rezension für metal.de, dass die Band laut der Informationen zur Promo-CD „zum traditionellen Black-Metal zurückkehrt. Den Rest dieser Info kann man getrost überlesen, da es sich sowieso nur um Lobpreisungen der Band handelt, die angeblich mit diesem Longplayer ‚neue Wege einschreitet‘, wovon man allerdings beim Durchhören der CD nicht viel merkt.Geboten wird uns […] Norwegische[r] Black-Metal in seiner gewohnten zerstörerischen und kalten Art, angelehnt an Bands wie Darkthrone oder Isvind, ohne jedoch die Qualität ersterer zu erreichen.“ Die Lieder hätten nur selten Wiedererkennungswert und „sägen sich vom ersten bis zum letzten Track ohne große Höhepunkte durch. Tempo-Wechsel, Rhythmuseinsatz oder Abwechslung scheinen der Band ein Fremdwort zu sein, stattdessen scheinen sie Nattens Madrigal eher durch einen Verzerrer gejagt zu haben - so schlecht klingt der Sound und verursacht eher Kopfschmerzen.“ Der Klang wurde außerdem mit einem Rasenmäher, einer Kreissäge und einem Baustellenkompressor verglichen.
In den Begleittexten zum Album erklärte AiwarikiaR, dass es bei der Repräsentation des Konzepts natürlich für die Band gewesen sei, einen brutalen musikalischen Ausdruck zu wählen, da die Idee der Lykanthropie viel ungezähmte Kraft verkörpere. Die Band sei beim Schreiben dieser acht Lieder vom alten Glauben an Werwölfe „absorbiert“ worden und ihre Verwandtschaft zum „Bruder Wolf“ sei stärker als je zuvor zu spüren gewesen. Ulver sehe den Werwolf als Bild der Bestie im Manne. Der Mann, der sich in einen heulenden Wolf verwandle und dem Verlangen zu jagen und töten hingebe, reflektiere den Triumph des Bösen, das Dunkle, das nicht länger verleugnet werde, sondern seinen rechtmäßigen Platz beanspruche. Das Album handelt von einem Mann, der „vom Teufel gesegnet“ und in einen Wolf verwandelt wird. Nach einem schweren Konflikt in seiner Seele gibt er sich seinem einsamen Schicksal vollständig hin.

## Rezeption
Timo Kölling beschrieb den Stilwechsel als Rückkehr „mit noch mehr Einschlag“, wobei „der pure Zorn und Schmerz“ eine Konsequenz der „quintessenziellen lykanthropischen Texte“ seien. Frank Stöver vom Voices from the Darkside sieht Ulvers Debüt Bergtatt als ihr bestes Werk an, und obwohl Nattens Madrigal nicht sonderlich originell sei, habe das Album „eine gewisse Atmosphäre“, die die Seele „ergreift“. Laut Akron erreicht das Album nicht die Qualität von Darkthrone und der Klang verursacht Kopfschmerzen. „[G]lücklicherweise“ sei „man […] auf solche Bands nicht angewiesen“. Die Band habe ihn „in keinster [sic!] Weise überzeugt, puren Norwegen-Fans würde ich das Reinhören durchaus empfehlen, alle anderen sollten besser Abstand nehmen, da diese Produktion weder einen eigenen Stil noch irgendwas hat, was sie kaufenswert macht“.
Sebastian von The Metal Observer hingegen sieht das Album ebenso wie die beiden Vorgänger als Evidenz für die Kreativität und Phantasie norwegischer Musiker. Lars Christiansen von The Metal Crypt bezeichnete es als essentiell und Wehrmut vom Vönger Musikmagazin als „mit ‚Bergtatt‘ das beste Album der Trilogie, wenn nicht gar das beste Ulver-Album überhaupt! Einzig der schrille Sound trübt den Hörgenuß, da man die Anlage nicht allzulaut aufdrehen kann ohne daß einem der Schädel platzt.“